# Myszczyce
Myszczyce (biał. Мышчыцы, Myszczycy; ros. Мыщицы, Myszczicy) – wieś na Białorusi, w obwodzie brzeskim, w rejonie żabineckim, w sielsowiecie Leninski, nad Bagnem Hałcza i Trościanicą.

## Historia
W XIX i w początkach XX w. wieś i majątek ziemski położone w Rosji, w guberni grodzieńskiej, w powiecie kobryńskim, w gminie Zbirohi.
W dwudziestoleciu międzywojennym wieś i trzy folwarki leżące w Polsce, w województwie poleskim, w powiecie kobryńskim, do 18 kwietnia 1928 w gminie Zbirohi, następnie w gminie Żabinka. Demografia w 1921 przedstawiała się następująco:
|                           | Liczba mieszkańców | Budynki | Narodowość  | Narodowość        | Wyznanie    | Wyznanie     | Wyznanie |
| Polacy                    | Liczba mieszkańców | Budynki | Białorusini | rzymskokatolickie | prawosławne | ewangelickie |          |
| ------------------------- | ------------------ | ------- | ----------- | ----------------- | ----------- | ------------ | -------- |
| wieś Myszczyce            | 106                | 12      | 92          | 14                | –           | 106          | –        |
| folwark Myszczyce         | 5                  | 1       | 5           | –                 | 4           | 1            | –        |
| folwark Myszczyce Małe    | 3                  | 1       | 3           | –                 | 2           | 1            | –        |
| folwark Myszczyce Wielkie | 18                 | 1       | 18          | –                 | 7           | 10           | 1        |

Po II wojnie światowej w granicach Związku Sowieckiego. Od 1991 w niepodległej Białorusi.